# Sagwan
Sagwan è un film del 2009 diretto da Monti Puno Parungao.

## Trama
I giovani barcaioli di Tattalon, splendida località delle Filippine, si dedicano anche alla prostituzione. 
A causa di un trauma del passato, Alfredo è l'unico a non prostituirsi e a vivere una sessualità incerta. Intanto Eman, il suo miglior amico vorrebbe introdurlo nel giro di prostituzione.